# Zábřežka
Zábřežka je malý potok pramenící a tekoucí v Zábřehu v Ostravě-Jih v Moravskoslezském kraji, je pravostranným přítokem řeky Odry (úmoří Baltského moře). Potok má zatrubněné a betonové koryto.  

## Průběh a charakteristika toku
Zábřežka pramení v Ostravě Zábřehu, v lokalitě Pískové doly v podzemí v ulici U Hrůbků (přesná poloha pramene není známa). Horní část toku je zatrubněná a není vidět. Potok vytéká z potrubí v místě styku ulic Říční a U Hrůbků a pak se stáčí k východu podél ulice Říční a pod jezem Zábřeh (nedaleko slepého ramene Odry) se vlévá zprava do řeky Odry. Množství protečené vody v Zábřežce je malé, avšak prudce stoupá při přívalových deštích. Dlouhodobý průměrný průtok koryta potoka je cca 0,011m³/s.

## Historie
Potok v minulosti tekl méně obydlenou krajinou mezi poli a rybníky a jeho pramen se s největší pravděpodobností nacházel na jiném místě v Bělském lese.
Zábřežka byla poprvé zatrubněna ve 30. letech 20. století a pak v 70. letech bylo zatrubnění rozšířeno na další úsek. Během 2. světové války byl v Bělském lese Němci zřízen nový vodní zdroj a následně se pramen potoka ztratil (hladina podzemní vody klesla a pramen Zábřežky přestal vyvěrat na povrch). Podle některých studií, Zábřežka také měla pravostranný přítok potok Zif (Zýf, či Živ), který je dnes také částečně zatrubněný a v současnosti teče jiným směrem do potoka Ščučí (levostranný přítok řeky Ostravice).
V roce 1928 byl v korytě potoka Zábřežka při ústí do řeky Odry nalezen Zábřežský bludný balvan.

## Další informace
Organizace ZO ČSOP „Na břehu" má za cíl vrátit potoku Zábřežka břehové porosty a rostliny a revitalizovat alespoň část potoka, oživit tak fenomén potoka, který byl kdysi páteří celé obce a v součinnosti s tím akceptovat teplovodní potrubí a stožáry vysokého napětí jako součást půvabů génia loci města Ostravy.
U soutoku Zábřežky s Odrou se nachází slepé rameno Odry a také jez Zábřeh.
Nedaleko od soutoku Zábřežky s Odrou, proti proudu Odry, se nachází Chráněná krajinná oblast Poodří.
Přes Zábřežku také vede cyklostezka a turistická stezka.

## Galerie

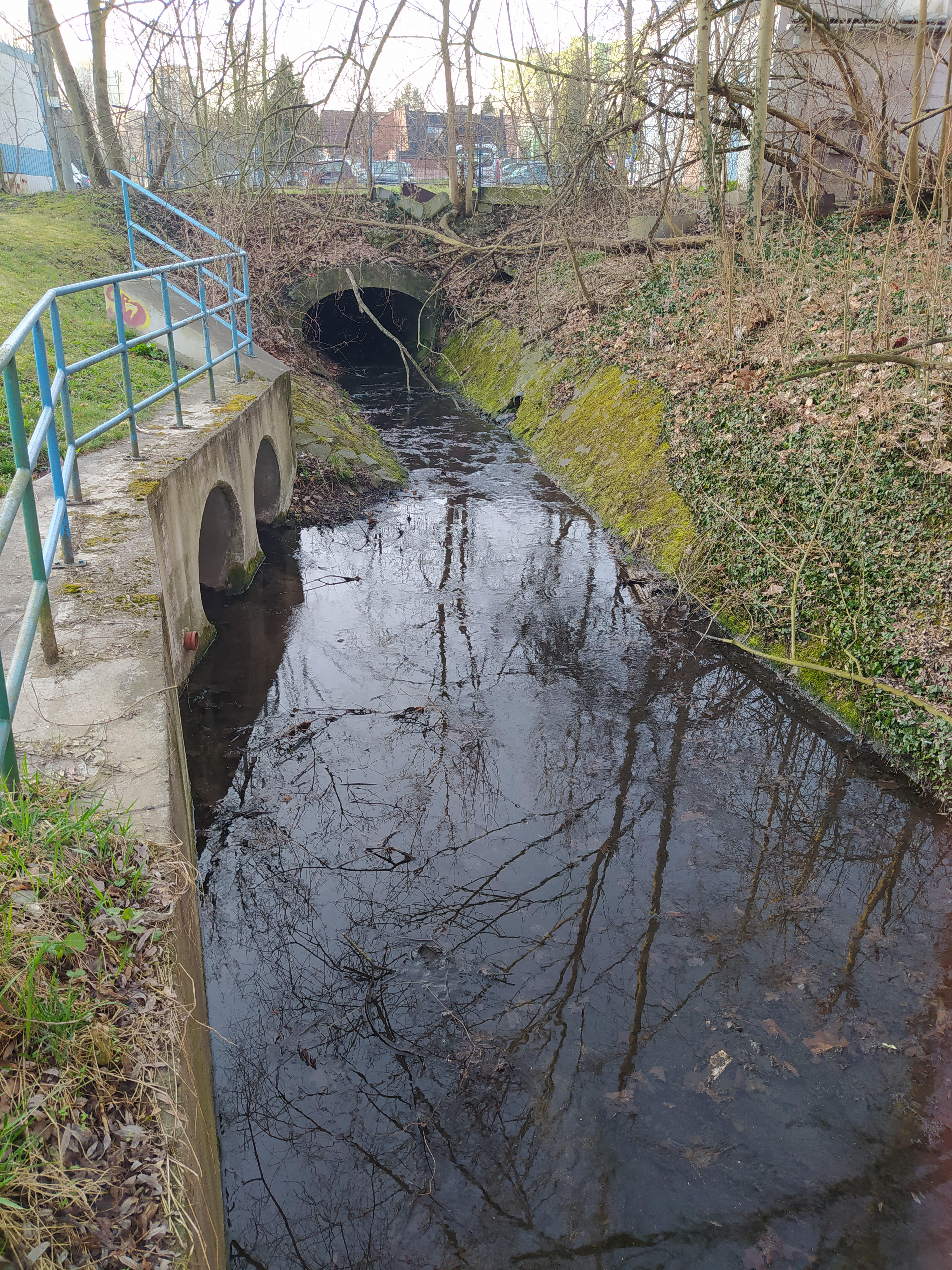
Zábřežka vytékající z potrubí
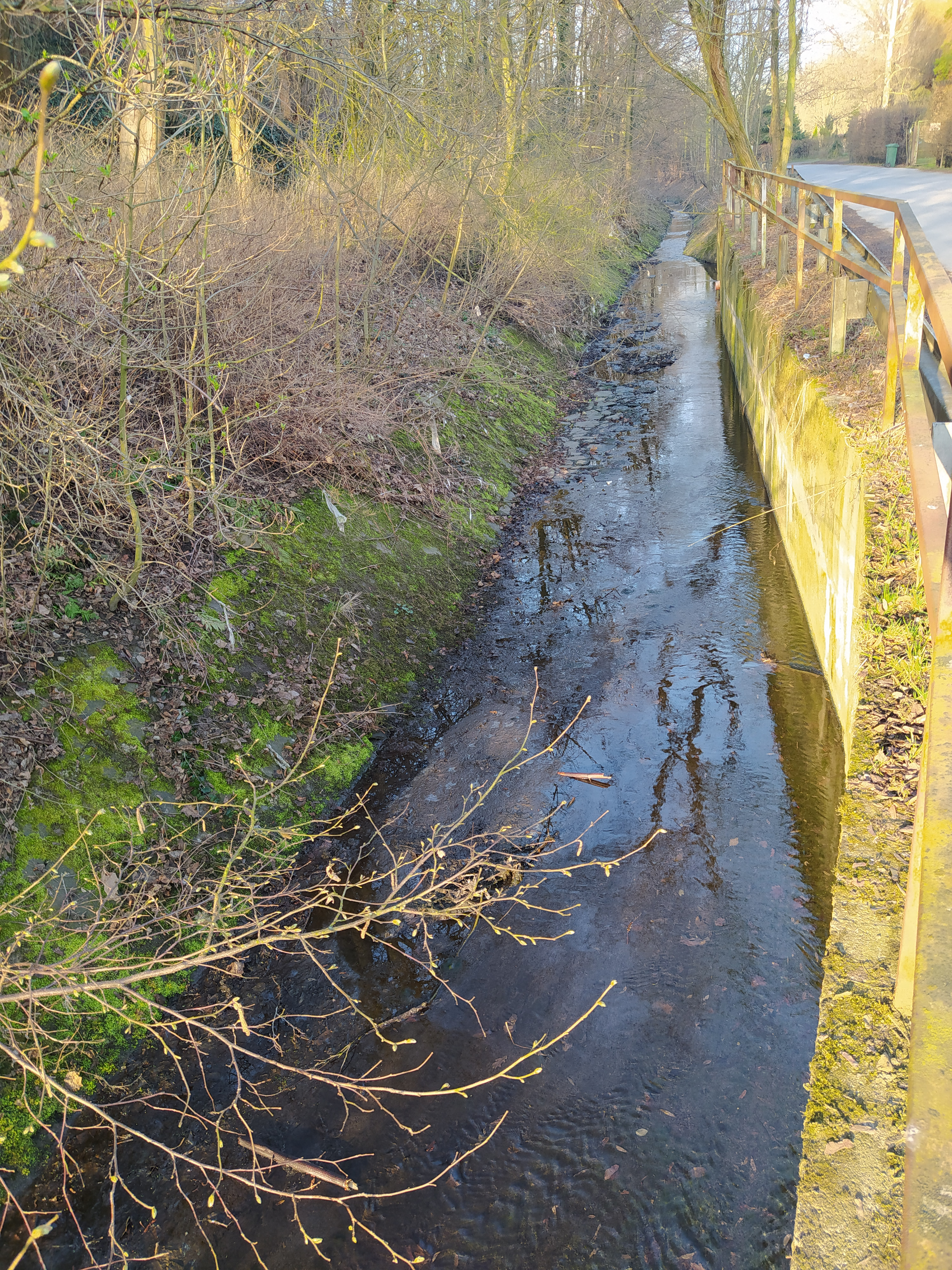
Regulované betonové koryto Zábřežky